# ダラス・マクファーソン
ダラス・ライル・マクファーソン（Dallas Lyle McPherson, 1980年7月23日 - ）は、アメリカ合衆国・ノースカロライナ州グリーンズボロ出身の元プロ野球選手（三塁手）。右投左打。

## 経歴

### プロ入りとエンゼルス時代
1998年のMLBドラフトでアトランタ・ブレーブスから44巡目（全体1323位）で指名されたが、入団しなかった。
2001年のMLBドラフト2巡目（全体57位）でアナハイム・エンゼルスから指名され、プロ入り。。
2004年にメジャーデビュー。この年、AA級・AAA級・メジャー併せて、43本塁打を放った（AA級・AAA級ともに20本ずつ）。
2005年はシーズンを通して、前年オフにアリゾナ・ダイヤモンドバックスへ移籍したトロイ・グロースの後釜の三塁手としてプレーすることが期待された。しかし、キャンプで腰痛を患ったために開幕から半月ほど出遅れ、復帰後も不振に陥ってしまった。結局、7月に尻痛で故障者リスト入りしシーズンを終えたため、出場は61試合（三塁手としては60試合）に終わった。この年は結局、三塁は固定されず、マクファーソンを含めて、前年に主に三塁手を務めたショーン・フィギンズやユーティリティーのマイサー・イズトゥリスやロブ・クインランらが守ることとなった。
2006年は、怪我と打撃不振からの完全復調が望まれたが、40試合の出場に終わる。この年、メジャー昇格後初となる一塁手としてプレーした。
2007年は故障が多く、背中の手術のリハビリで全休した。同年オフに解雇された。

### マーリンズ時代
2008年1月31日、2007年オフに主砲ミゲル・カブレラを放出して三塁手が手薄となったフロリダ・マーリンズと契約。ホルヘ・カントゥと共にカブレラに替わる正三塁手候補として期待されていたが、11試合の出場に留まった。2009年3月31日に解雇された。

### ジャイアンツ傘下時代
2009年4月にサンフランシスコ・ジャイアンツとマイナー契約を結ぶも、背中の治療のため1年間全休した。

### アスレチックス傘下時代
2009年11月22日にオークランド・アスレチックスとマイナー契約を結び、2010年は傘下AAA級サクラメント・リバーキャッツでプレーし、84試合に出場して打率.267・22本塁打・75打点・1盗塁の成績を残した。オフの11月6日にFAとなった。

### ホワイトソックス時代
2011年1月19日にシカゴ・ホワイトソックスとマイナー契約を結んだ。開幕は傘下AAA級シャーロット・ナイツで迎えたが、5月17日にメジャー昇格。メジャーでは3年ぶりにプレーしたが、11試合で打率.133と振るわなかった。
2012年は引き続きAAA級シャーロットでプレーしていたが、8月2日に自由契約となった。

### ホワイトソックス退団後
2012年8月15日にピッツバーグ・パイレーツとマイナー契約を結び、傘下のAAA級インディアナポリス・インディアンスでプレーした。オフの11月2日にFAとなった。
2013年はロサンゼルス・ドジャースのスプリングトレーニングに招待選手として参加していたが、3月20日に自由契約となった。その後はアトランティックリーグのヨーク・レボリューションに入団して3試合に出場した。

### 現役引退後
2018年にトロント・ブルージェイズ傘下ショートシーズンA級バンクーバー・カナディアンズの監督に就任。2019年は傘下A級ランシング・ラグナッツの監督、2021年はブルージェイズのスキル開発コーディネーター、2022年は守備コーディネーターを務めた。
2023年に、かつて選手として所属したピッツバーグ・パイレーツ傘下AAA級インディアナポリス・インディアンスのベンチコーチに就任した。

## 詳細情報

### 年度別打撃成績
| 年 度     | 球 団     | 試 合 | 打 席 | 打 数 | 得 点 | 安 打 | 二 塁 打 | 三 塁 打 | 本 塁 打 | 塁 打 | 打 点 | 盗 塁 | 盗 塁 死 | 犠 打 | 犠 飛 | 四 球 | 敬 遠 | 死 球 | 三 振 | 併 殺 打 | 打 率 | 出 塁 率 | 長 打 率 | O P S |
| --------- | --------- | ----- | ----- | ----- | ----- | ----- | -------- | -------- | -------- | ----- | ----- | ----- | -------- | ----- | ----- | ----- | ----- | ----- | ----- | -------- | ----- | -------- | -------- | ----- |
| 2004      | ANA LAA   | 16    | 43    | 40    | 5     | 9     | 1        | 0        | 3        | 19    | 6     | 1     | 0        | 0     | 0     | 3     | 0     | 0     | 17    | 0        | .225  | .279     | .475     | .754  |
| 2005      | ANA LAA   | 61    | 220   | 205   | 29    | 50    | 14       | 2        | 8        | 92    | 26    | 3     | 3        | 0     | 0     | 14    | 0     | 1     | 64    | 5        | .244  | .295     | .449     | .744  |
| 2006      | ANA LAA   | 40    | 121   | 115   | 16    | 30    | 4        | 0        | 7        | 55    | 13    | 1     | 0        | 0     | 0     | 6     | 0     | 0     | 40    | 3        | .261  | .298     | .478     | .776  |
| 2008      | FLA       | 11    | 15    | 11    | 3     | 2     | 2        | 0        | 0        | 4     | 0     | 0     | 0        | 0     | 0     | 4     | 1     | 0     | 5     | 0        | .182  | .400     | .364     | .764  |
| 2011      | CWS       | 11    | 15    | 15    | 1     | 2     | 0        | 0        | 0        | 2     | 0     | 0     | 0        | 0     | 0     | 0     | 0     | 0     | 7     | 0        | .133  | .133     | .133     | .267  |
| 通算：5年 | 通算：5年 | 139   | 414   | 386   | 54    | 93    | 21       | 2        | 18       | 172   | 45    | 5     | 3        | 0     | 0     | 27    | 1     | 1     | 133   | 8        | .241  | .292     | .446     | .738  |

- ANA（アナハイム・エンゼルス）は、2005年にLAA（ロサンゼルス・エンゼルス・オブ・アナハイム）に球団名を変更

### 背番号
- 23 (2004年 - 2005年)
- 8 (2006年、2008年)
- 45 (2011年)